# Murray (Tanzania)
Murray è una circoscrizione rurale (rural ward) della Tanzania situata nel distretto di Mbulu, regione del Manyara. Conta una popolazione di 9 965 abitanti (censimento 2012).